# Хохлов, Анатолий Иванович
Анато́лий Ива́нович Хохло́в (1 июля 1918 — 4 февраля 1995) — советский офицер, участник Великой Отечественной войны, Герой Советского Союза (1945).

## Биография
Родился 1 июля 1918 года в деревне Бахмут (ныне Куюргазинского района Башкирии) в крестьянской семье. Русский. Окончил 10 классов Ермолаевской средней школы Куюргазинского района. В 1936—1939 годах работал учителем Бахмутовской средней школы.
В октябре 1938 года призван в РККА Мелеузовским райвоенкоматом Башкирской АССР.
Участник Великой Отечественной войны с мая 1942 года. Член ВКП(б) с 1942 года. В 1944 году окончил курсы младших лейтенантов.
15 января 1945 года начальник разведки 498-го стрелкового полка 132-й стрелковой дивизии 47-й армии 1-го Белорусского фронта капитан А. И. Хохлов провёл разведку обороны противника в районе западнее города Яблонна-Легьоново (ныне город Легьоново, Польша), а также на противоположном берегу реки Вислы. Полученные Хохловым данные способствовали успешному форсированию реки 498-м стрелковым полком и захвату плацдарма. Из наградного листа на А. И. Хохлова:

… Благодаря тщательному изучению переправы и обороны противника на западном берегу реки командование могло принять правильные и своевременные решения по форсированию реки.

Тов. Хохлов лично сам повел первую роту на западный берег реки. Полк без потерь переправился через реку и быстро овладел траншеями противника.
Указом Президиума Верховного Совета СССР от 24 марта 1945 года «за образцовое выполнение боевых заданий командования и проявленные при этом геройство и мужество» капитану Хохлову Анатолию Ивановичу присвоено звание Героя Советского Союза с вручением ордена Ленина и медали «Золотая Звезда» (№ 6431).
С 1947 года служил в Министерстве внутренних дел Башкирской АССР, а с 1960 года переведён в запас в звании майора.
Жил в городе Уфа, где работал инструктором Управления курортами Башкирского совета профсоюзов, старшим инспектором по кадрам треста «Башстройснаб», заведующим районным отделом социального обеспечения Кировского района города Уфа.
Умер 4 февраля 1995 года.

## Награды
- Медаль «Золотая Звезда» Героя Советского Союза (24 марта 1945)[2];
- орден Ленина (24 марта 1945);
- два ордена Отечественной войны I степени (30.05.1945[3]; 11.03.1985[4]);
- орден Отечественной войны II степени (27.09.1944)[5];
- два ордена Красной Звезды (29.04.1943[6]; ????);
- медаль «За отвагу» (10.10.1942)[7];
- другие медали.

## Память
- Именем А. И. Хохлова названа улица в селе Бахмут Куюргазинского района Башкирии.
- В Уфе на доме № 43 по улице Ленина, в котором жил А. И. Хохлов, установлена мемориальная доска, укреплённая на фасаде по улице Достоевского.
- Именем А. И. Хохлова названа улица в селе Ермолаево Куюргазинского района Республики Башкортостан